# Авенида Гаона
Авенида Гаона (исп. Avenida Gaona) — улица в городе Буэнос-Айрес, Аргентина, переходит в район Большого Буэнос-Айреса.

## Особенности
В пределах города Буэнос-Айреса проспект является одной из оживленных дорог, по ней идёт автотранспорт с Авениды Хуан Б. Хусто, которая проходит параллельно Авенида Гаона. Начавшись как продолжение проспекта Авенида Анхель Гальярдо, на ее пересечении с Авенида Хонорио Пуэйреддон, в том месте где расположен Сид Кампреадор.
А в провинции Буэнос-Айрес проходит параллельно автодороге Acceso Oeste. Перед открытием этой дороги, Гаона была главной артерией Большого Буэнос-Айреса.
Эта часть Авениды Гаона часто известна под именем Старая Гаона, или как в народе называют шоссе Гаона. Ранее в проспект входили участки проходящие в департаментах Morón, Hurlingham и Ituzaingó, которые позже получили название Авенида Президенте Перон.
С 1700-х годов, когда Гаона была грунтовой дорогой, которая появилась в департаменте Сан-Хосе-де-Флорес, и позже это название получила дорога в департаменте Морон. Когда был построен Мост Маркеса через Рио-де-лас-Кончас (сегодня де ла Реконкиста) в 1773 году, эта дорога быстро заменила другую дорогу, которая сегодня известна под именем Авенида Ривадавия.

## Путешествуя по улице

### Город Буэнос-Айрес
Проспект начинается от памятника Сид Кампреадор, установленного в 1935 году в точке, где сходятся проспекты Авенида Сан-Мартин, Авенида Анхель Гальярдо, Авенида Хонорио Пуэйрредон и Авенида Диас Велес в районе Кабальито.

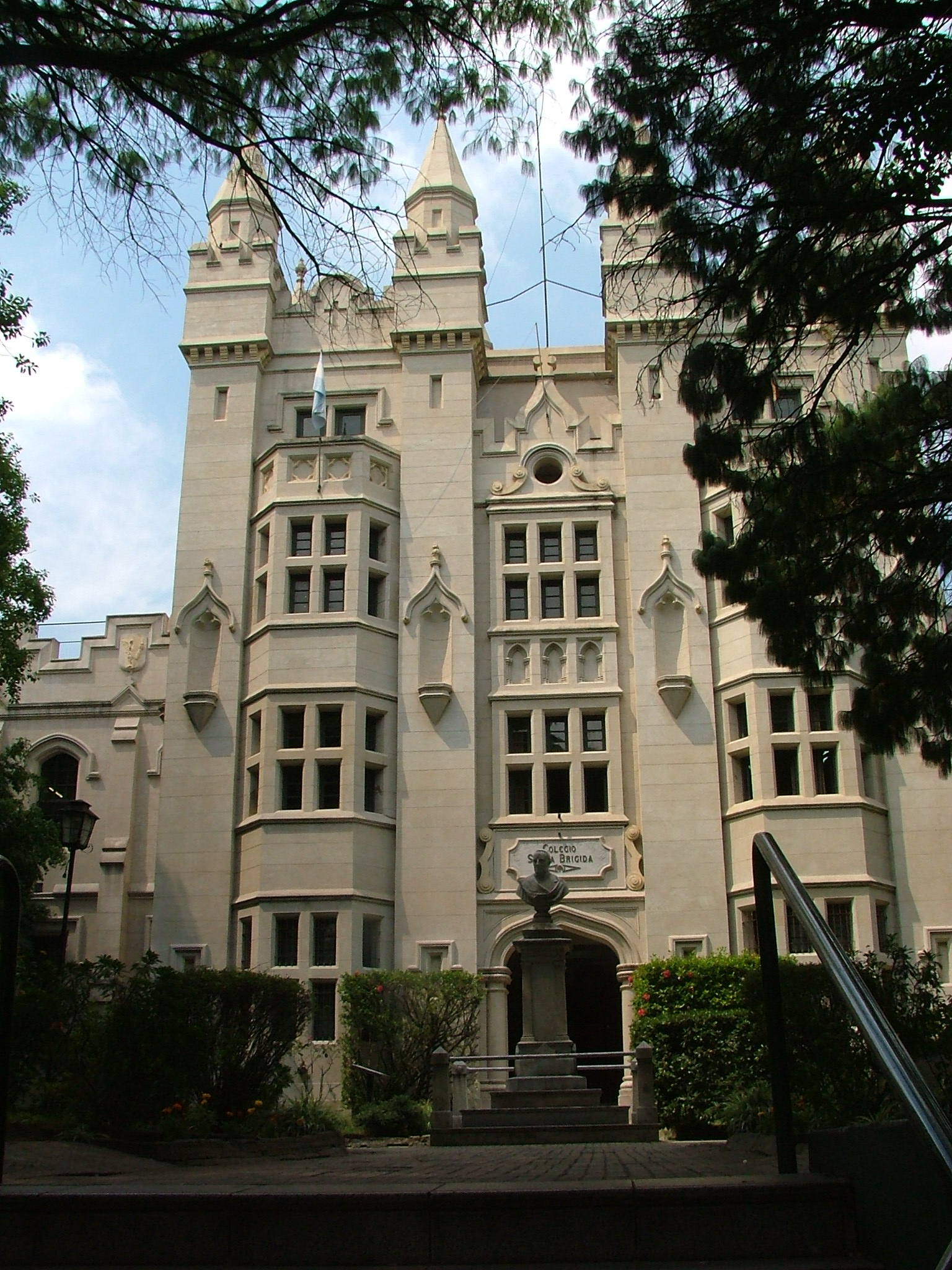
Здание Colegio Santa Brígida

На углу с улицей Cucha Cucha находится магазин Superior de Comercio No. 03 "Hipolito Vieytes" и на углу с улицей Эспиноса расположена Basílica Nuestra Señora de los Buenos Aires (Базилика Богоматери Буэнос-Айреса), открытая в 1932 году и построенная в нео-романский стиле. Между улицами Никасио Ороно и Фрагата Сармьенто находится большой супермаркет Кото, который занимает здание бывшего муниципального рынка. Далее через несколько метров вперед, вокруг площади Ирландии расположены Policlínico Bancario «9 Июля" и колледж Санта-Бригида.
Между улицами Гавилиан и Каракас расположена общая начальная школа коммуны № 04 "Провинция Ла-Пампа" занимающая целый городской квартал, а на углу с улицей Кондарко находится общая начальная школа коммуны № 14 "Энрике Г. Паркер". Госпиталь Israelita Ezrah находится на перекрестке с улицей Террада, а далее чередуются склады, автосалоны и парковки. А между улицами Гуалегуайчу и Санабриа расположен Колледж № 18 д-ра Альберто Ларрока, в нескольких метрах от общей начальной школы коммуны № 11 "Республика Перу".
Проспект идя с востока на запад, пересекает шесть районов города, заканчивается на проспекте Авенида Хуан Б. Хусто в районе Велес Сарсфилд. В этом месте расположена Площадь Флага (Plaza de la Bandera).

### Провинция Буэнос-Айрес
После пересечения Авенида Хуан Б. Хусто проспект заканчивается и снова возрождается пересекая Авенида Хенераль Пас. Идя по провинции Буэнос-Айрес заканчивается рядом со станцией Рамос Мехиа в департаменте Ла Матанса. В течение последних 400 м своего маршрута, Гаона подходит к городу Вилла Сармьенто, идя параллельно улице Авенида Президенте Перон. Авенида Гаона заканчивается на нумерации по улице Парера.